# Daniel Quillen
Daniel Gray "Dan" Quillen, 22 juni 1940 – 30 april 2011, was een wiskundige uit de  Verenigde Staten en een winnaar van een Fieldsmedaille. Hij was van 1984 tot 2006 de hoogleraar in de zuivere wiskunde aan het Magdalen College, een van de colleges van de Universiteit van Oxford. Hij staat bekend als de voornaamste  architect van de hogere algebraïsche K-theorie. Voor deze prestatie werd hem in 1975 de Cole-prijs en in 1978 de Fieldsmedaille uitgereikt.